# Tétranormalisation
La tétranormalisation est à la fois  une théorie et un axe d'analyse et de recherche, sur l'impact des dispositifs de normalisation auxquels se soumettent de plus en plus les entreprises : normes comptables et financières, normes sociales, normes qualité, sécurité et environnement, normes commerciales et techniques.

## Définition
La Tétranormalisation a été décrite et définie pour la première fois par les professeurs Henri Savall et Véronique Zardet de l'ISEOR au sein de l'université Lyon 3, en 2005 dans leur ouvrage Tétranormalisation. Défis et dynamiques. Ce concept désigne les problématiques posées aux entreprises et aux organisations par la normalisation croissante dans les quatre (tetra en grec) grands corps de normes auxquels elles sont soumises : les normes comptables et financières ; les normes sociales ; les normes qualité, sécurité et environnement ; les normes commerciales et techniques,. Le fait de répartir ces normes en quatre groupes reste cependant un choix discutable - comme tout modèle simplifié d'une réalité complexe - du fait de la fusion de certains domaines au sein des normes, comme l'ISO 26000 qui intègrent des aspects multiples, à la fois économiques, commerciaux, financiers, sociaux, environnementaux.
À partir de ce concept, s'élabore une théorie de la Tétranormalisation grâce aux recherches d'un réseau international et inter-universitaire éponyme qui se réunit en séance plénière chaque semestre depuis 2007 pour faire des bilans d'étape de ses résultats et lancer des programmes de recherche ciblés. Parmi les membres fondateurs du réseau de recherche Tétranormalisation, figurent les professeurs Henri Savall, Véronique Zardet et Marc Bonnet de l'université Lyon 3, le professeur Michel Péron de la Sorbonne, le professeur Benoît Pigé de l'université de Besançon, le professeur Dominique Bessire de l'université d'Orléans (à présent décédée), les professeurs Yves Dupuy et Gérald Naro de l'université de Montpellier, les professeurs Laurent Cappelletti (qui assure la coordination du réseau), Aldo Levy et Yvon Pesqueux du CNAM de Paris, le professeur Jean-Marie Peretti de l'ESSEC et les professeurs David Boje et Grace-Ann Rosile de l'université New Mexico (USA).

## Postulats et hypothèses théoriques
Le réseau de recherche Tétranormalisation compte aujourd'hui plus de 150 chercheurs associés européens, sud et nord américains, essentiellement en sciences de gestion, mais également en géographie, économie, droit et sociologie. Ce réseau a publié en 2010 un premier ouvrage collectif sur ses résultats Normes : origines et conséquences des crises. 
Les postulats centraux de la théorie de la Tétranormalisation que viennent décrire, expliquer, tester et nourrir les travaux du réseau de recherche Tétranormalisation sont les suivants :
- Les dirigeants des entreprises privées comme des organisations publiques, ainsi que leurs équipes, sont soumis à un «bombardement» normatif croissant, lié à la fois à la mondialisation et à la volonté de mieux maîtriser les risques de la part du corps social. Le lien avec les travaux de Beck (Risk society) et Power (London School of Economics) reste cependant à clarifier sur ce premier postulat.
- L'intégration de normes multiples, souvent contradictoires mais inévitables car voulues par les législateurs et/ou les marchés provoquent des dysfonctionnements dont les coûts cachés restent importants (même si certaines normes n'apparaissent pas forcément obligatoires, et ne sont nullement imposées par le législateur).
- Il est possible par des dispositifs, des outils et des méthodes pertinents de management, de gestion et d'organisation, de faciliter l'intégration des normes au sein des entreprises et des organisations, sous réserve de mobiliser le potentiel humain de façon adaptée et de stimuler les fonctions d'orchestration, de négociation, d'arbitrage et de comportement éthique.

La théorie de la tétranormalisation apparaît ainsi comme une contribution à la théorie des organisations et celle du management, ainsi qu'à la sociologie des organisations. Les éléments testables de cette théorie restent cependant à expliciter - il s'agit d'une théorie émergente en construction - ce qui a fait l'objet en 2015 des deux nouveaux ouvrages collectifs du réseau Tétranormalisation : "Dynamique normative. Arbitrer et négocier la place de la norme dans l'organisation" et "Organizational Change and Global Standardization". À ce jour, le total des publications du réseau (articles, ouvrages, communications...) atteint près de 70 travaux.